# Lopšen'ga
Lopšen'ga (in lingua russa Лопшеньга) è una città situata in Russia, nell'Oblast' di Arcangelo, più precisamente nel Primorskij rajon.